# رونالد تسرفلد
رونالد تسرفلد (انگلیسی: Ronald Zehrfeld؛ زادهٔ ۱۵ ژانویهٔ ۱۹۷۷) یک هنرپیشه اهل آلمان است.
از فیلم‌ها یا برنامه‌های تلویزیونی که وی در آن نقش داشته است می‌توان به باربارا، فینیکس اشاره کرد.